# Hypenagonia bipuncta
Hypenagonia bipuncta là một loài bướm đêm trong họ Erebidae.